# Tetrastemma longistriatum
Tetrastemma longistriatum är en djurart som tillhör fylumet slemmaskar, och som beskrevs av Wheeler 1934. Tetrastemma longistriatum ingår i släktet Tetrastemma och familjen Tetrastemmatidae. Inga underarter finns listade i Catalogue of Life.